# USS Liberty (AGTR-5)
Pour les autres navires du même nom, voir USS Liberty.

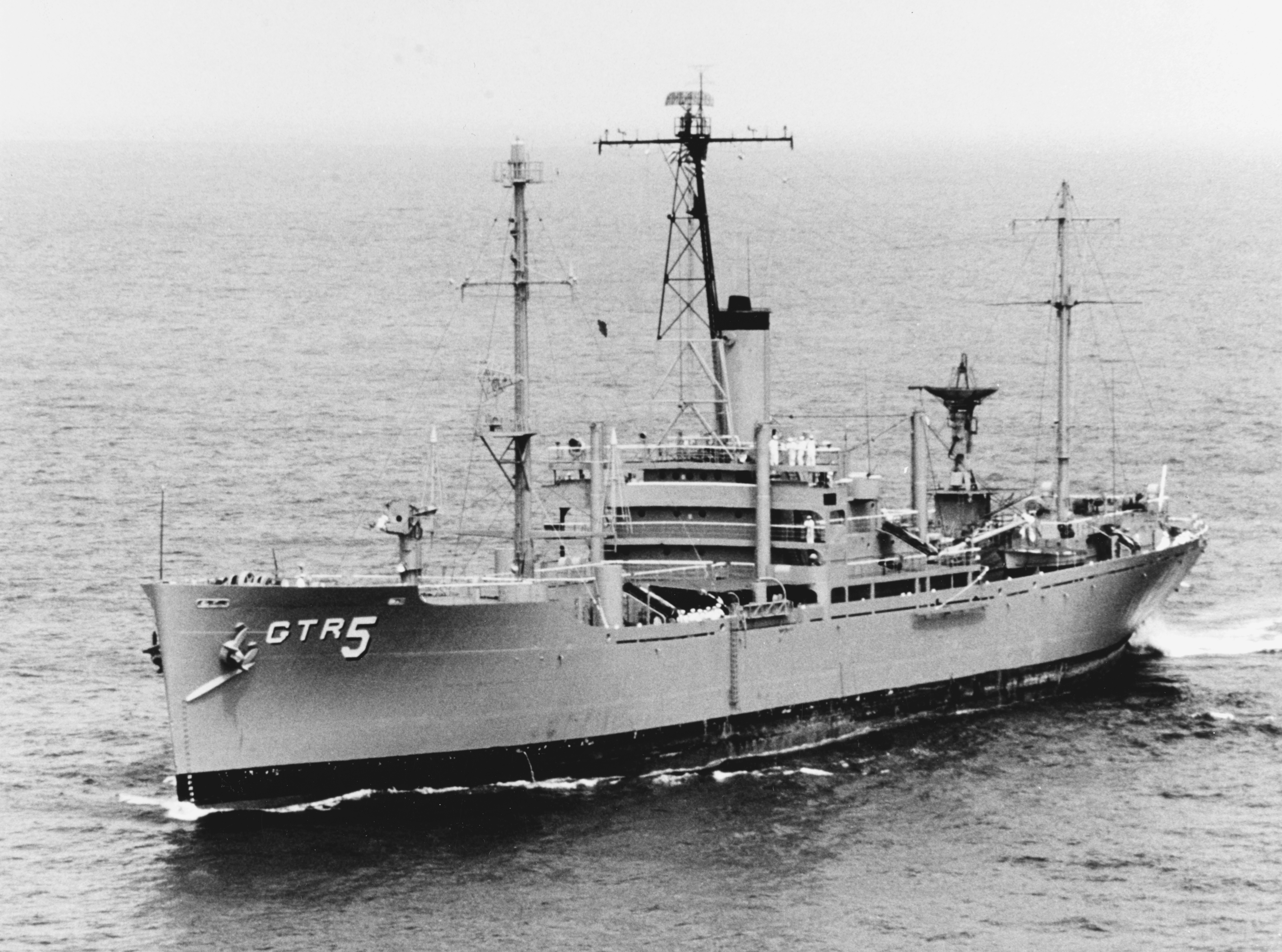
L'USS Liberty (AGTR-5) en 1967.

L’USS Liberty (AGTR-5) est un navire de recherche technique (en) et ancien victory ship américain de classe Belmont. Il a été attaqué par l'Armée de défense d'Israël au cours de la guerre des Six Jours en 1967, dans ce qui est appelé l'incident de l'USS Liberty. Cet événement est l'objet de vifs débats et controverses.

## Historique
Navire utilisé pour des missions de la National Security Agency (NSA), au cours de la guerre des Six Jours entre Israël et plusieurs pays arabes, il a été envoyé en mer Méditerranée pour recueillir des renseignements électroniques. Attaqué le 8 juin 1967 par l'Armée de défense d'Israël, 34 Américains y trouvent la mort et 173 y sont blessés. Le navire parvient à rejoindre Malte sous escorte de bâtiments de la Sixième flotte des États-Unis.